# Хета (буква)
Ͱ, ͱ (хета, др.-греч. ἧτα) — буква архаического греческого алфавита, происходит от финикийской буквы 𐤇 — хет.
В древнегреческом языке хета произносилась как долгий полуоткрытый передний согласный [h].